# Sun Yi
Sun Yi –en xinès, 孙 易– (14 de novembre de 1984) és una esportista xinesa que va competir en judo, guanyadora d'una medalla de bronze al Campionat Mundial de Judo de 2009, en la categoria de –78 kg.

## Palmarès internacional
| Campionat del món | Campionat del món          | Campionat del món | Campionat del món |
| Any               | Lloc                       | Medalla           | Categoria         |
| ----------------- | -------------------------- | ----------------- | ----------------- |
| 2009              | Rotterdam ( Països Baixos) | 3                 | –78 kg            |